# Храм Усекновения Главы Иоанна Предтечи под Бором
Храм Усекновения Главы Иоанна Предтечи под Бором — православный храм в районе Замоскворечье города Москвы. Относится к Москворецкому благочинию Московской епархии Русской православной церкви. Расположен в Черниговском переулке и состоит из основного храма XVII века, соединённой с ним трапезной последней трети XVIII века и колокольни конца XVIII века, стоящей на углу Черниговского переулка и улицы Пятницкой.

## История
Архитектурный комплекс расположен на месте древнего Ивановского, «что под Бором», монастыря, впервые упомянутого в летописи при рассказе об обстоятельствах рождения великого князя Василия II в 1415 году. В 1514 году «по особому благоволению» Василия III вместо деревянного монастырского храма была возведена первая каменная церковь Усекновения главы Иоанна Крестителя, строил её Алевиз Новый.
Ивановский монастырь был традиционным местом молитв о благополучных родах великой княгини. И в 1530 году, в год рождения Ивана Грозного, при содействии великого князя и бояр Глинских, монастырь был перенесен ближе к государеву двору на холм, названный по имени древнего монастыря, Ивановскую горку. А каменная церковь бывшего Ивановского монастыря стала приходской.
Вероятно, в смутное время каменный храм был значительно повреждён. Во всяком случае, в некоторых документах середины XVII века он упоминается как деревянный. Последний мог появиться при восстановлении каменного здания, рядом с которым, по традиции тех времён, могли поставить небольшую рубленную церковь для временного размещения престола.
От постройки XVI века сохранился белокаменный подклет, а в апсиде попадаются фрагменты кладки из маломерного «алевизовского» кирпича. По одной из версий, основной объём храма датируется 1658 годом. Другая дата, 1675 год, вероятно, связана с очередной перестройкой или обновлением церкви, совпавшей по времени со строительством расположенной по соседству каменной церкви Черниговских чудотворцев. Стилистическая общность этих храмов и приёмы в обработке деталей позволяют предполагать, что над ними работала одна и та же артель каменщиков.
В XVII веке храм представлял собой бесстолпный, перекрытый сомкнутым сводом четверик с современным ему северным приделом. Крыльцо располагалось у южной стороны храма. С запада, на одной оси с основным объёмом, находились трапезная и колокольня. В 1757—1760 годах колокольня и трапезная, обветшавшие «от великого звона», были сломаны и на средства купца Ф. Ф. Замятина были возведены новые сооружения. На старом подклете бывшей трапезной была поставлена расширенная трапезная с двумя приделами, Никольским и Космодамианским. Основание разобранной колокольни вошло в объём притвора, завершённого в 1770-е годы. С восточной стороны от храма (а не с западной, как обычно), на углу Черниговского переулка и улицы Пятницкой, одновременно с трапезной начали строительство новой колокольни. В это же время значительно изменил свой облик и четверик основного объёма: лишившись придела он получил оформление в стиле барокко середины XVIII века.
Эти работы продолжались несколько десятилетий. Так, колокольню продолжали строить ещё в 1781 году. Известно, что ограда комплекса по переулку отстраивалась также после пожара 1787 года. А в 1798 году с западной стороны от церкви появился одноэтажный каменный церковный дом «с регулярною фасадою». За несколько десятилетий реконструкции всего комплекса стиль барокко был вытеснен классицизмом, что сказалось на архитектуре его отдельных частей. В 1896—1904 годах при участии архитектора Фёдора Шехтеля были реставрированы стенные росписи и иконостас

## Архитектура

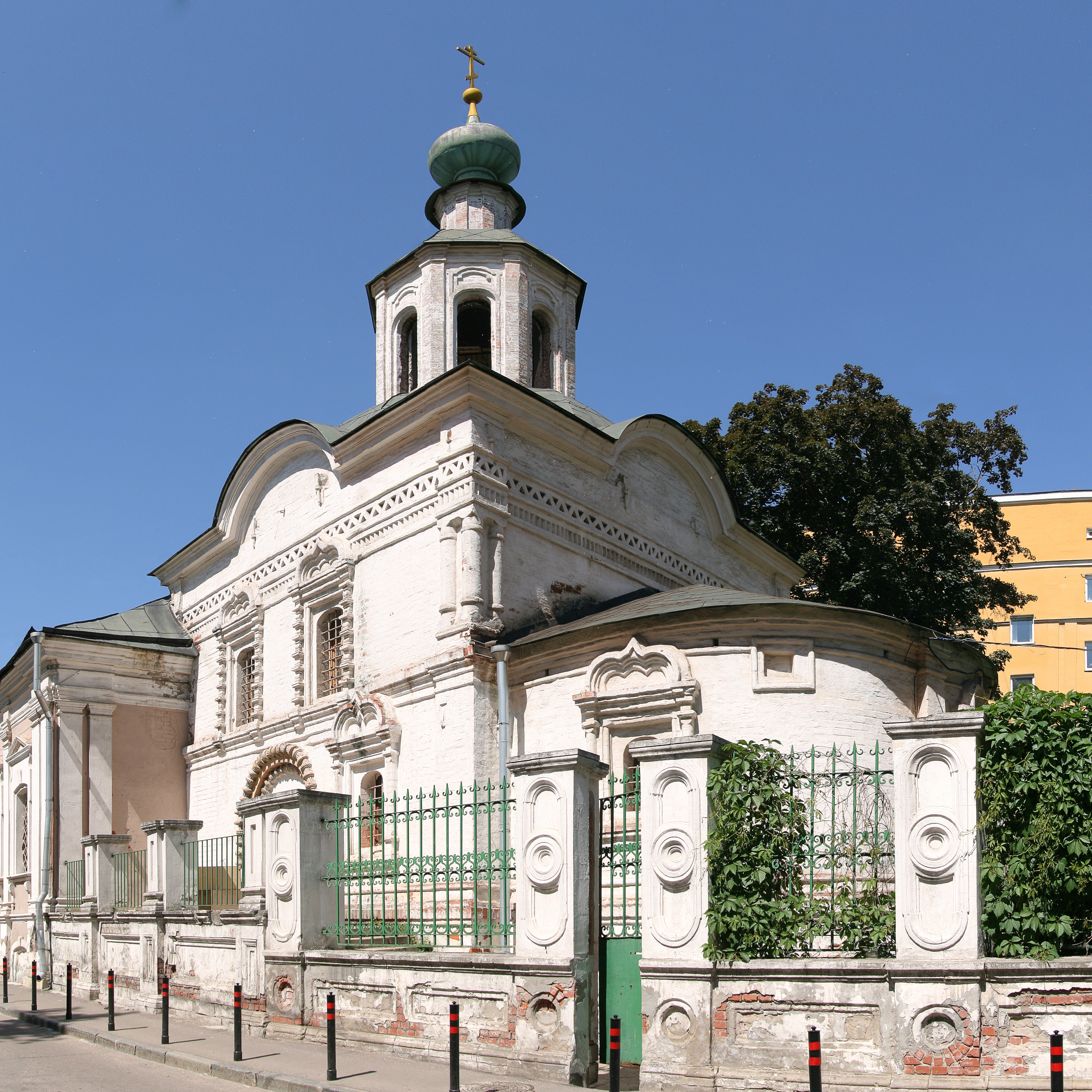
Здание церкви XVII века и ограда

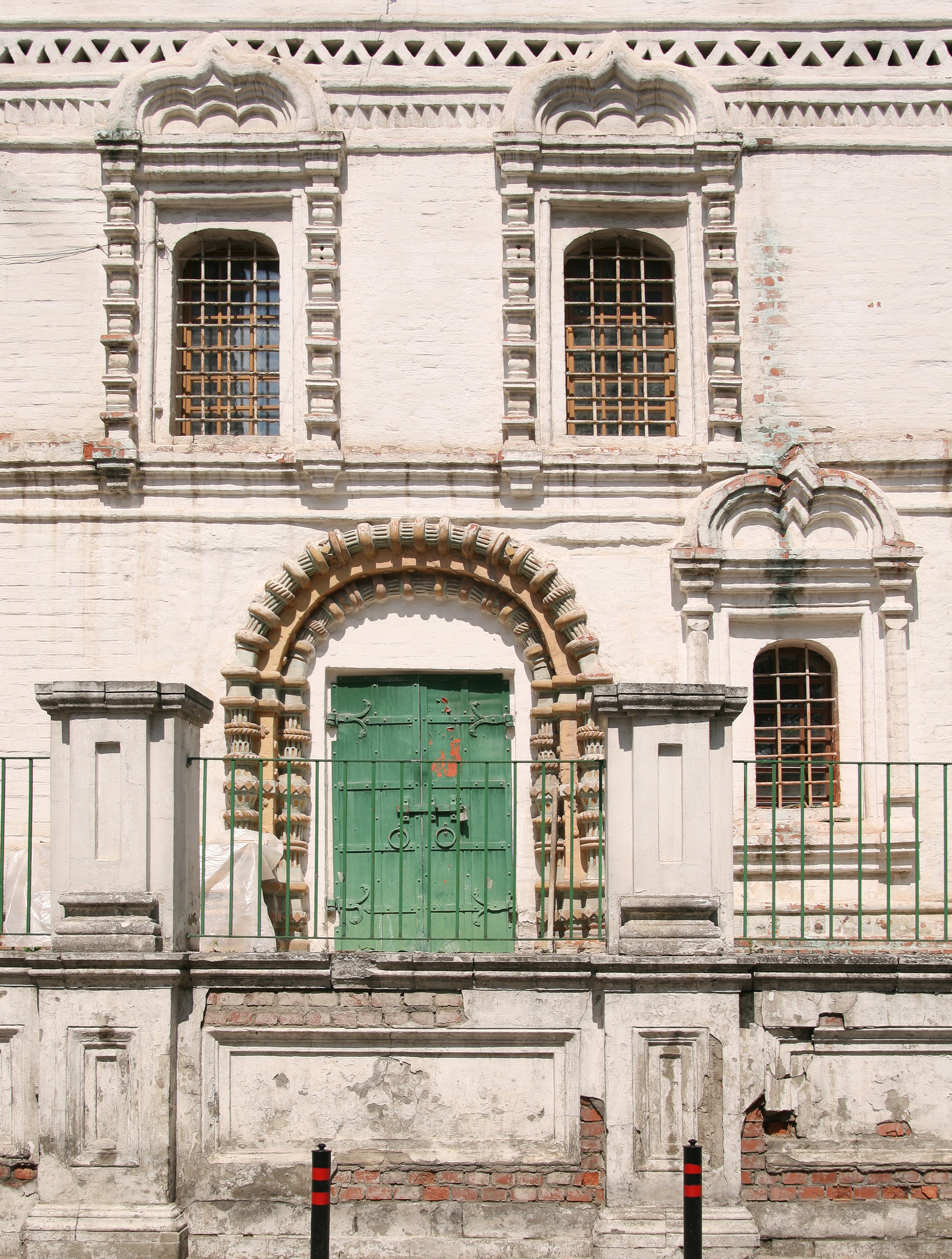
Южный фасад церкви с порталом

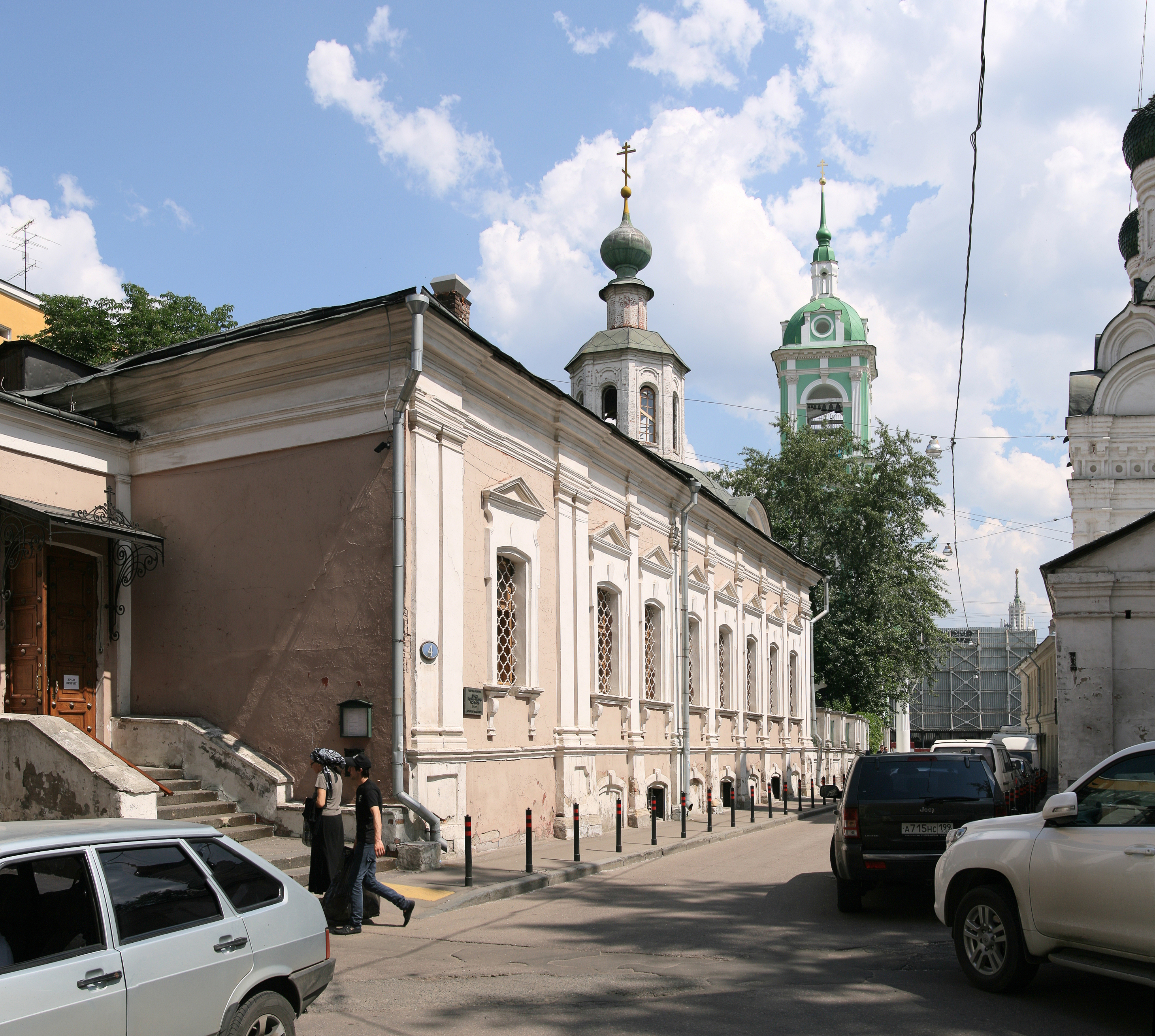
Трапезная

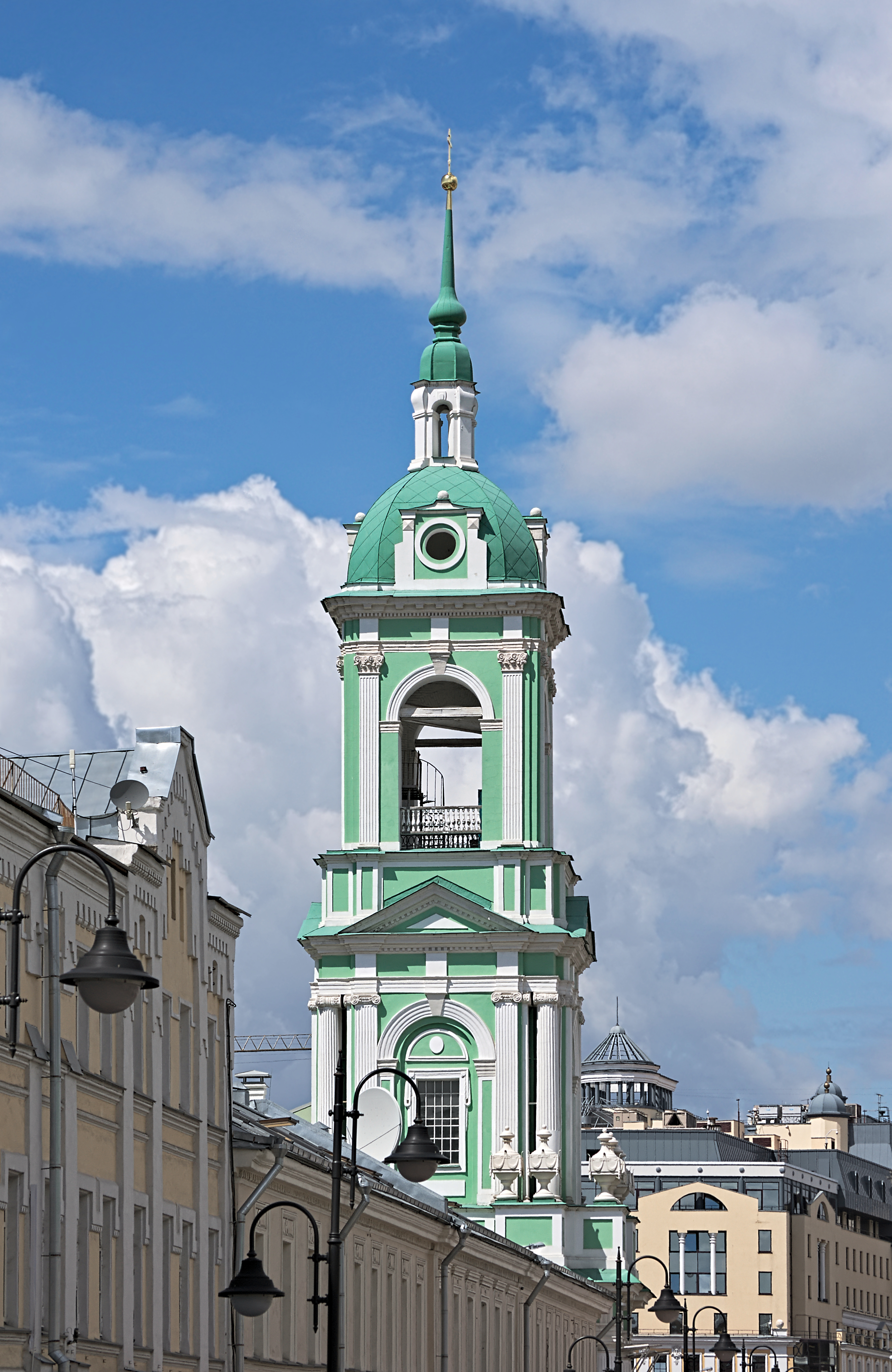
Колокольня

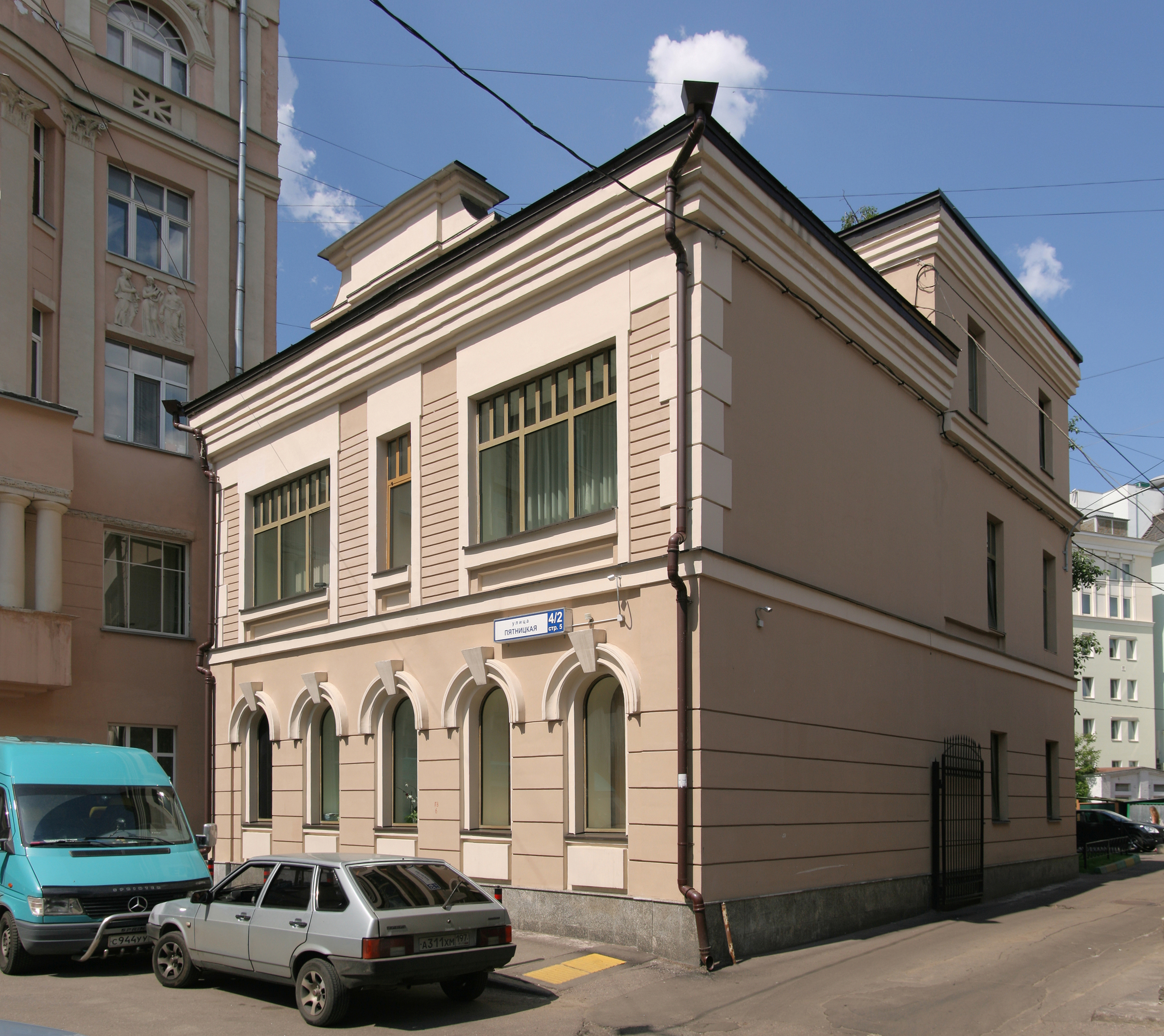
Церковный домик

Сложившийся разновременный архитектурный комплекс, занимающий угловое владение в начале Черниговского переулка, состоит из церкви с трапезной (дом 4/2 строение 8), отдельно стоящей колокольни (дом 4/2 строение 1), значительно перестроенного церковного дома (дом 4/2 строение 5) и ограды.
Основной объём церкви Усекновения Главы Иоанна Предтечи под Бором в целом сохранил черты постройки XVII века. При перестройке 1758 года были прорублены большие окна, верх церкви приобрёл снаружи форму купола с «полуглавиями» в центре фасадов, над куполом поднялся восьмигранный световой барабан, образуя подобие второго яруса. От декора XVII века сохранился венчающий карниз и оформление южного портала, ранее скрытого крыльцом. Само крыльцо, за исключением нижней части в виде полой сводчатой камеры, не дошло до наших дней. Остальная часть декора XVII века была восстановлена по сохранившимся фрагментам. Во внутреннем оформлении на сводах и стенах четверика различимы фрагменты орнаментальной росписи конца XVII века, а также скрытая побелкой живопись конца XIX в.
Остальные части комплекса, возведенные в XVIII—XIX веках, строились со значительным преобладанием градостроительного аспекта и сыграли решающую роль в оформлении Черниговского переулка и улицы Пятницкой.
Вдоль красной линии переулка расположен южный фасад четырёхстолпной сводчатой трапезной, соединённой с основным зданием церкви, но воспринимаемой как самостоятельный объём. Учащенный ритм пилястр, раскреповка цоколя и карниза, большие окна в наличниках с «ушками» и выступающими треугольными фронтонами, ложные окна цокольного этажа, соответствующие верхнему ряду окон — всё это придает фасадам трапезной чрезвычайную нарядность и пластическую насыщенность. С запада от здания церкви вместо колокольни во всю ширину торца расположен притвор (нынешний построен около 1880 г.), выделенный на боковых фасадах более широким членением.
С запада от притвора прежде стояли церковные ворота, а от восточного угла трапезной до колокольни шла высокая ограда, включавшая стенку церковного крыльца. Более позднее повторение этой ограды было восстановлено при реставрации всего комплекса в 1984 году. Восстановленная ограда выдержана в пропорциях первоначальной, определяемых ритмом фасадов трапезной, и служит объединяющим элементом всего комплекса.
Наиболее значительной частью ансамбля является колокольня, в архитектуре которой зрелый классицизм сочетается с приёмами середины XVIII в. Богатая пластика трех четвериков колокольни связана с её ролью организующей вертикали в начале Пятницкой улицы. Арочный проём в нижнем ярусе колокольни служит входом на церковный двор, кладка из большемерных кирпичей в подклете, вероятно, является остатками Святых ворот церковной ограды XVII века.
В композиции объёмов и декоре колокольни использованы приёмы ордерной архитектуры: при построении нижнего, второго и третьего ярусов использованы, соответственно, пропорции дорического, ионического и коринфского ордеров.
Нижний четверик отличается массивностью, подчеркнутой большими парными угловыми колоннами и мощью сильно крепованных карниза и парапета. Второй ярус решён в более сдержанных формах. Арочное обрамление его окон повторяет абрис арок нижнего яруса, а над колоннами первого яруса расположены пары пилястр, служащие опорой для фронтонов. Арочный четверик звона поставлен на высокий парапет второго яруса. Для него характерен декор, напоминающий барокко XVIII века: легкая раскреповка углов, гранённый купол с люкарнами и завершение в виде ажурного восьмигранника с фигурной главкой и шпилем. Архитектурному стилю середины XVIII обязаны своим существование и вазы на парапете нижнего яруса, восстановленные при реставрации. Однако их форма, равно как и лепной декор — раннеклассические. Это позволяет полагать, что оформление фасадов было выполнено в конце XVIII века.
Церковный домик, скромный по размерам и оформлению, был построен в 1798 году. Сначала он был одноэтажным и строился как богадельня. Позже домик использовался как церковно-приходская школа. В XIX веке был надстроен второй этаж и изменены фасады. Ряд церковных владений возводил в конце XIX — начале XX веков архитектор М. Ф. Бугровский.

## Культурная значимость
В кинематографе
Место съёмок фильма Геннадия Полоки «Наше призвание».